# Shuhei Morita
Shūhei Morita (森田 修平?, Morita Shūhei; Yamatotakada, 22 giugno 1978) è un regista e sceneggiatore giapponese di anime.
È conosciuto per lo più per aver diretto il film Short Peace, del 2013, per il quale è stato anche nominato all'Oscar per il miglior corto animato.

## Lavori degni di nota

### Produzioni TV
- Kakumeiki Valvrave - storyboard dell'episodio 5 (2013)
- Gatchaman Crowds - regista CGI (2013)
- Tokyo Ghoul - regista (2014)
- Tokyo Ghoul √A - regista (2015)

### Original anime video
- Freedom Project - regista, CG, storyboard dell'episodio 4 (2006)[2]
- Coicent - regista e sceneggiatore (2010)
- Votoms Finder - supervisione della CG (2010)
- Chou Kidou Gaiku: Kashiwa-no-Ha - regista e supervisore dell'adattamento manga (2015)[3]

### Film
- Kakurenbo - storia, storyboard, regista, produttore, scenari, CG e montaggio (2005)[4]
- A Farewell to Arms - direttore dell'unità (2013)
- Short Peace - regista e sceneggiatore (2013)